# Sangonera Atlético Club de Fútbol
Maillots
Le Sangonera Atlético est un club espagnol de football basé à Sangonera La Verde.

## Historique
- 1996 : fondation du club Sangonera Atlético